# Vlčetínec
Vlčetínec (en allemand : Wilschetinetz) est une commune du district de Jindřichův Hradec, dans la région de Bohême-du-Sud, en République tchèque. Sa population s'élevait à 46 habitants en 2020.

## Géographie
Vlčetínec se trouve à 5 km au sud-sud-ouest de Kamenice nad Lipou, à 14 km au nord-nord-est de Jindrichuv Hradec, à 53 km au nord-est de České Budějovice et à 101 km au sud-sud-est de Prague.
La commune est limitée par Mnich, Bohdalín et Včelnička au nord, par Kamenice nad Lipou à l'est, par Žďár au sud-est, par Dívčí Kopy au sud-ouest et par Horní Radouň à l'ouest.

## Histoire
La première mention écrite du village date de 1359.